# Лидделл, Генри

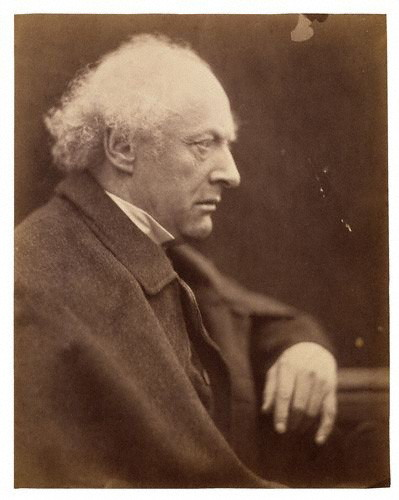
Генри Джордж Лидделл. Около 1870

Ге́нри Джордж Ли́дделл (англ. Henry George Liddell; 6 февраля 1811 — 18 января 1898) — британский филолог-классик и лексикограф. Занимал должности вице-канцлера Оксфордского университета, декана (1855—1891) колледжа Крайст-Чёрч, директора (1846—1855) Вестминстерской школы, является автором «Истории Рима» (1857) и соавтором (вместе с Робертом Скоттом) знаменитого греческого словаря «Лиддел-Скотт»; член Арундельского общества. Льюис Кэрролл написал «Алису в Стране чудес» для дочери Генри Лидделла Алисы.

## Происхождение
Его отцом был Генри Лидделл, приходский священник в Изингтоне (1787—1872), младший сын сэра Генри Лидделла, 5-го баронета (1749—1791), и Элизабет Стил. Старший брат его отца — сэр Томас Лидделл, 6-й баронет (1775—1855), был возведён в пэрство в качестве барона Рэйвенсворфа в 1821 году.
Его матерью была Шарлотта Лайон (1785—1871), дочь Томаса Лайона (1741—1796) (младшего сына 8-го графа Стрэфмор и Кингсхорн) и Мэри Рен (умерла в 1811 году).

## Брак и дети
2 июля 1846 года Генри женился на Лорине Рив (3 марта 1826 — 25 июня 1910). У них было десять детей:
- Эдвард Генри Лидделл (6 сентября 1847 — 14 июня 1911)
- Лорина Шарлотта Лидделл (11 мая 1849 — 29 октября 1930)
- Джеймс Артур Чарльз Лидделл (28 декабря 1850 — 27 ноября 1853)
- Алиса Плезенс Лидделл (4 мая 1852 — 16 ноября 1934)
- Эдит Мэри Лидделл (весна, 1854 — 26 июня 1876)
- Рода Каролина Анна Лидделл (1859 — 19 мая 1949)
- Альберт Эдвард Артур Лидделл (1863 — 28 мая 1863)
- Виолетта Констанция Лидделл (10 марта 1864 — 9 декабря 1927)
- Фредерик Фрэнсис Лидделл (7 июня 1865 — 19 марта 1950)
- Лайонел Чарльз Лидделл (22 мая 1868 — 21 марта 1942)